# Дитячі забавки
«Дитячі забавки» (англ. Kid Stuff) — науково-фантастичне оповідання американського письменника Айзека Азімова, вперше надруковане у вересні 1953 журналом «Beyond Fantasy Fiction». Увійшло до збірки «На Землі достатньо місця» (Earth Is Room Enough) (1957).

## Сюжет
Перед письменником-фантастом Яном Прентісом, який працює вдома, з'являється 30-сантиметровий жук, який стверджує, що він ельф. Він розповідає, що до настання промислової революції, ельфи таємно керували світом силою телепатії, для чого використовували людський мозок, як посилювач власних можливостей. Але після того, як люди озброїлись електрикою і стали небезпечними, ельфи перебрались на таємний острів Авалон.
Також ельф розповідає, що він є першим ельфом-мутантом, здатним телепатично управляти електрикою та, можливо, розщеплювати уран. Мозок Прентіса потрібен ельфу як телепатичний підсилювач, оскільки Прентіс є автором творів фентезі, а для телепатичного управління придатні тільки люди, котрі вірять у ельфів. Ельф планує захопити владу на Авалоні, побудувати там технічно-розвинуту цивілізацію та поширити свою генну мутацію, щоб врешті повернути контроль ельфів над на людьми. Він відсилає Прентіса в бібліотеку за необхідними книгами і переключається на мозок його сина, що тільки но повернувся зі школи. Але 10-річний хлопець не вірить у «дитячі історії» про ельфів, тому встигає прибити незрозумілу комаху підручником.